# Мирзоева, Гуля
Гуля (Гульбахор) Мирзоева (тадж. Гулбаҳор Мирзоева, фр. Gulya Mirzoeva; род. 12 марта 1959, Сталинабад) — кинорежиссёр, писательница и поэтесса (пишет на русском и французском языках). Член Союз писателей СССР (1987).

## Биография
Гульбахор Мирзоева родилась 12 марта 1959 года в Душанбе, Таджикистан).
Отец — народный поэт Таджикистана Гаффар Мирзо тадж. Ғаффор Мирзо, известный переводчик русской поэзии (1929—2006). 
Мать — ученый, биохимик, доктор биологических наук, академик, вице-президент АН Республики Таджикистан (естественные науки) Мухиба Якубова.
В 1981 году окончила Литературный институт им. Горького в Москве. Училась в семинаре Льва Озерова.
Работала заведующей отделом поэзии литературно-художественного журнала «Памир» в Душанбе, занималась литературными переводами, литературной и кино- критикой, публицистикой. Сотрудничала с театрами, кино- и телестудиями в качестве автора текстов к спектаклям и фильмам.
Автор поэтических сборников «Исцеление» (1983) и «Поле цветущего клевера» (1989).
С 1987 года член Союза писателей СССР.
Работала на киностудии «Таджикфильм», где сняла свои первые документальные фильмы, в 1990 году уехала в Москву, где работала режиссёром программ на АТВ — Авторском телевидении в Останкино..
С 1992 года живёт во Франции. Гражданка Франции.
В 1995 году получила диплом французского языка в Новой Сорбонне (Париж).
С 1996 по 2000 гг. жила в Страсбурге, преподавала русский язык, читала курс по истории советского кино в страсбургском университете им. Марка Блока.
В 1998, после семилетнего перерыва, снова стала снимать кино.
Независимый кинорежиссёр. Член Гильдии режиссёров и авторов неигрового кино Франции (SCAM)
Имеет двоих детей. Дочь Саида занимается созданием видеоигр. Сын Самюэль оканчивает лицей.

## Фильмография
- 1989: «Двое»

### Фестивали
- Фестиваль документального кино, Воронеж, 1990
- Фестиваль документального кино, Таллин, 1990, Приз за дебют
- Ретроспектива кино Средней Азии, Centre Beaubourg, Париж (Францияя), 1991
- Cinéma du Réel, Париж (Франция), 2001
- 1990: «Deus conservat omnia»
- 1990: «Я вижу небо»
- 1991: «Шаббат»

- Международный Фестиваль документального кино, Ленинград, 1991
- Международный Фестиваль документального кино и анимации в Лейпциге (Германия), 1991
- Cinéma du Réel, Париж (Франция, 2001)
- Венский Кинофестиваль (Австрия), Виеннале, 2001
- Фестиваль Еврейского Кино, Центр имени Линкольна (Нью-Йорк), 2004.
- 1991: «Ангел»
- 1999: «Там, за лесом»

- Vue sur les Docs, Международный Фестиваль документального кино, Марсель, 1999, Приз публики
- Кинофестиваль Анталии (Турция), 1999
- Неделя Большого Документального Кино, Страсбург (Франция) 1999, Главный Приз
- Экран Документального кино, Жонтили (Франция) 1999, Приз жюри
- Пусанский кинофестиваль (Южная Корея), 1999, Азиатская Премьера
- Фестиваль Сан-Паулу (Бразилия), 1999
- Фестиваль Этнографического кино, Париж (Франция), 2000
- Фестиваль Золотая Прага (Чешская Республика), 2000, Приз лицеев
- Антропологический фестиваль Beeld voor Beeld, Амстердам (Нидерланды), 2000
- Международный Фестиваль документального кино, Тайбэй (Тайвань), 2000
- Форум этнологического кино, Фрайбург (Германия), 2001
- Международный Фестиваль документального кино, Каламата (Греция), 2001
- Международный Фестиваль этнографических фильмов Флоренции (Италия), 2002
- Международный кинофестиваль Фахр (Иран), 2004
- 2000: «Возвращение в Душанбе»

- Cinéma du Réel, Париж, 2000
- Etats généraux du Film Documentaire, Люссас (Франция), 2000
- Международный Фестиваль документального кино и анимации в Лейпциге (Германия), 2000
- Кинофестиваль в Котбусе (Германия), 2000
- Международный Фестиваль исторического кино, Пессак (Франция), 2000, Приз жюри
- Международный Фестиваль документального кино в Клермон-Ферране (Франция), 2001
- Множество показов на европейских экранах в рамках культурных программ, посвященных Средней Азии
- 2001: «Мартен Жестер: страсти по барокко»

- Международный Фестиваль телевизионных программ Биариц (Франция) 2002, в категории Лучшее французское производство.
- 2002: «Хроники певческой школы»
- 2005: «Прогулка с архитектором»
- 2006: «Время границ»
- 2006: «Где ты, Эльвира?» (в соавторстве с Жизель Рапп Мейшлер)
- 2007: «Семь дней из жизни Деда Мороза»

- Etoile de la SCAM 2006 (Звезда гильдии авторов неигрового кино 2006 года, (Франция)
- Международный Фестиваль Документального кино, Клермон-Ферран (Франция), 2006
- 6-й Фестиваль документального кино Док-Уест (Франция), 2006
- Международный Фестиваль Документального кино, Ла Рошель (Франция) 2007, Главный приз
- 2010: «Телевидение, которое смотрят таджики» (проект «Телевидение мира»)
- 2011: «Михаил Горбачёв. От первого лица»

- Международный Фестиваль телевизионных программ Биарриц (Франция), 2012
- 2011: «По одёжке встречают» (Таджикистан) (проект «Одежда мира»)
- 2009—2012: «Мстительница» (полнометражный игровой фильм, автор сценария и режиссёр)
- Победитель гранта Résidence Mouilin d’Andé (Франция), 2009